# Показаньев, Флегонт Яковлевич
Флегонт Яковлевич Показаньев (17 января 1922, Караси, Челябинская губерния — 2 марта 1996, Сургут, Тюменская область) — основатель Сургутского краеведческого музея, участник Великой Отечественной войны, почетный гражданин города Сургута, Заслуженный работник культуры РСФСР, гвардии майор.

## Биография
Флегонт Яковлевич Показаньев родился 17 января 1922 года в зажиточной крестьянской семье в селе Карасье Карасинского сельсовета Карасинской волости  Челябинского уезда Челябинской губернии, ныне село Караси — административный центр Карасинского сельсовета Юргамышского района Курганской области
Семья Якова Калистратовича и Матрёны Никитичны Показаньевых из 12 человек была раскулачена. осенью 1929 года, их выселили из собственного дома, построенного в 1923 году, и поселили на окраине деревни Калиновки, у так называемого Хромцовского редника. 16 февраля 1930 года со станции Мишкино семья выслана в село Демьянское Уватского района, а через 2 месяца на пароходе перевезены в Сургутский район и приписаны сначала в деревне Широково, затем к спецпоселку Банный, где в 1934 году окончил начальную школу. В 1937 году окончил Черномысовскую школу-семилетку.
В 1941 году Флегонт Показаньев получил аттестат зрелости в Сургутской средней школе и вернулся в посёлок Банный. Затем поступил на историко-филологический факультет Омского педагогического института в городе Тобольск. Учиться ему пришлось недолго, всего два месяца, потому что вскоре его направили на уборку урожая в колхозе «Новая жизнь», затем на выгрузку из барж бочек с рыбой. С ноября 1941 года по февраль 1942 года работал учителем русского языка в татарской школе деревни Карбаны Ярковского района. 
3 марта 1942 года был призван в Рабоче-крестьянскую Красную Армию. Во время службы участвовал в освобождении Донбасса, Северной Таврии, Крыма, Литвы, сражался на Сталинградском фронте. Был сапёром, разведчиком. Трижды был ранен. В апреле 1944 года гвардии сержант Ф.Я. Показаньев был миномётчиком минроты 82 мм миномётов 8-го стрелкового батальона 264-го гвардейского стрелкового полка 87-й гвардейской стрелковой дивизии.
В 1942—1944 годах член ВЛКСМ. В 1945 году вступил в ВКП(б), в 1952 году партия переименована в КПСС. 
В августе 1944 года из Литвы он был направлен на учёбу в Челябинское танковое училище, которое окончил в декабре 1945 года. После служил в частях Забайкальского военного округа на должностях командира танкового взвода, командира танковой роты, помощника начальника штаба танкового батальона в 201-м армейском тяжёлом танко-самоходном полку, 54-м учебном танковом полку, в 47-м отдельном учебном танковом батальоне, в 21-м и 22-м гвардейских танковых полках 5-й гвардейской танковой дивизии. В 1950 году с отличием окончил дивизионную партийную школу. В 1952 году с отличием окончил курсы усовершенствования офицерского состава Забайкальского военного округа. С 1945 по 1957 год был агитатором, политинформатором, лектором, пропагандистом, секретарём партийной организации роты, избирался делегатом партийных конференций 5-й гвардейской танковой дивизии. Был делегатом Оловяннинской районной конференции КПСС.
В 1948 году, путешествуя на теплоходе во время отпуска, познакомился со своей будущей женой Лилией Николаевной Тетюцкой. В том же году они сыграли свадьбу в Сургуте.
В августе 1957 года уволен в отставку.
После увольнения в запас, с октября 1957 года работал преподавателем физкультуры в Сургутской средней школе № 1. Был избран секретарём партийной организации школы № 1. Работал учителем истории в Сургутской вечерней школе. 
1 апреля 1960 года был утверждён заведующим сургутским районным отделом культуры, с 1 сентября 1961 года – заведующим отделом пропаганды и агитации Сургутского райкома КПСС. Вёл огромную общественную работу: постоянно выступал с лекциями на радио и телевидении, публиковал статьи в районных и городских газетах, занимался изучением истории родного края, писал документальные книги.
Более тридцати лет Показаньев изучал историю своего края, собирал различные факты, искал свидетельства с целью открыть краеведческий музей. Мечта Флегонта Показаньева осуществилась — 30 ноября 1963 года Сургутский краеведческий музей был открыт.
15 февраля 1966 года также на общественных началах создал  городское отделение Всероссийского общества охраны памятников истории и культуры и экскурсионное бюро. 
С 1960 года по 1991 год собирал полный список, погибших, умерших и пропавших без вести жителей Сургутского района, чтобы впоследствии организовать создание памятника. В 1968 году Флегонт Яковлевич разыскал в Алма-Ате и пригласил в Сургут Героя Советского Союза Тулебая Ажимова, который был призван на фронт из Сургута, но домой не вернулся, думая, что его  жена Зинаида Анучина умерла вслед за сыном Валентином. 
В марте 1970 года совместно с И.П. Захаровым и Г.Ф. Пономарёвым создал городской совет ветеранов войны и труда. С 1971 по 1981 год был заместителем председателя и председателем ревизионной комиссии городской организации Всесоюзного общества «Знание».
Флегонт Яковлевич Показаньев ушёл из жизни 2 марта 1996 года в городе Сургуте Ханты-Мансийского автономного округа Тюменской области, ныне город входит в Ханты-Мансийский автономный округ — Югра той же области. Похоронен в городе Сургуте.

## Награды и звания
- Звание «Заслуженный работник культуры РСФСР», 27 декабря 1967 года
- Орден Отечественной войны
- Медаль «За отвагу», 20 апреля 1944 года[5]
- Медаль «За боевые заслуги», 20 апреля 1953 года
- Юбилейная медаль «За доблестный труд. В ознаменование 100-летия со дня рождения Владимира Ильича Ленина», 1970 год
- Медаль «За победу над Германией в Великой Отечественной войне 1941—1945 гг.»
- Медаль «Ветеран труда»
- Медаль «За освоение недр и развитие нефтегазового комплекса Западной Сибири»
- Медаль «За безупречную службу» II степени
- Звание «Почётный гражданин города Сургута», 7 апреля 1988 года
- Навечно занесён на Доску почёта Забайкальского военного округа[6]
- Имел 70 поощрений командования за успехи в боевой и политической подготовке

## Память
- Улица Флегонта Показаньева в западной части города Сургута, название присвоено 22 сентября 2000 года .
- Имя занесено в «Книгу почёта города Сургута», 5 мая 2009 года, распоряжением главы города Сургута.
- Мемориальная доска в «Купеческой усадьбе» Сургутского краеведческого музея, торжественно открыта 12 декабря 2012 года.
- Документы находятся на хранении в Сургутском городском архиве. Архивный отдел администрации города Сургута. Фонд 217. Опись 1. Дела 1-121[7].